# Vinathela cucphuongensis
Espèce
Synonymes
- Heptathela cucphuongensis Ono, 1999

Vinathela cucphuongensis est une espèce d'araignées mésothèles de la famille des Liphistiidae.

## Distribution
Cette espèce est endémique de la province de Ninh Bình au Viêt Nam,,. Elle se rencontre dans le parc national de Cúc Phương.

## Description
La femelle holotype mesure 17,5 mm.

## Systématique et taxinomie
Cette espèce a été décrite sous le protonyme Heptathela cucphuongensis par Ono en 1999. Elle est placée dans le genre Vinathela par Ono en 2000, dans le genre Heptathela par Haupt en 2003 puis dans le genre Vinathela par Xu, Liu, Chen, Ono, Li et Kuntner en 2015.

## Étymologie
Son nom d'espèce, composé de cucphuong et du suffixe latin -ensis, « qui vit dans, qui habite », lui a été donné en référence au lieu de sa découverte, le parc national de Cúc Phương.

## Publication originale
- Ono, 1999 : « Spiders of the genus Heptathela (Araneae, Liphistiidae) from Vietnam, with notes on their natural history. » Journal of Arachnology, vol. 27, no 1, p. 37-43 (texte intégral).